# Chrysococcyx
Chrysococcyx es un género de aves cuculiformes perteneciente a la familia Cuculidae, cuyos miembros son propios de Asia, África y Oceanía.

## Especies
El género Chrysococcyx incluye las siguientes especies:
- Chrysococcyx osculans - cuclillo orejinegro;
- Chrysococcyx basalis - cuclillo de Horsfield;
- Chrysococcyx lucidus - cuclillo broncíneo;
- Chrysococcyx ruficollis - cuclillo gorgirrojo;
- Chrysococcyx meyeri - cuclillo orejiblanco;
- Chrysococcyx minutillus - cuclillo menudo;
- Chrysococcyx maculatus - cuclillo esmeralda asiático;
- Chrysococcyx xanthorhynchus - cuclillo violeta;
- Chrysococcyx flavigularis - cuclillo gorgigualdo;
- Chrysococcyx klaas - cuclillo de Klaas;
- Chrysococcyx cupreus - cuclillo esmeralda africano;
- Chrysococcyx caprius - cuclillo didric;
- Chrysococcyx crassirostris - cuclillo bronceado de las Molucas;
- Chrysococcyx megarhynchus - cuclillo piquilargo.